# Philydraceae
Philydraceae Link, 1821 è una famiglia di piante angiosperme dell'ordine Commelinales.

## Tassonomia
La famiglia comprende i seguenti generi:
- Helmholtzia F.Muell. (3 specie)
- Philydrella Caruel (2 spp.)
- Philydrum Banks & Sol. ex Gaertn. (1 sp.)